# شهرستان هاردی
شهرستان هاردی (به انگلیسی: Hardee County) یک شهرستان‌های فلوریدا در ایالات متحده آمریکا است که در فلوریدا واقع شده‌است. شهرستان هاردی ۱٬۶۵۲٫۴۲ کیلومتر مربع مساحت دارد.